# Roopa Mishra
Roopa Mishra (Angul, Orissa, 9 de juny de 1977) és una funcionària índia que ha estat la primera dona d'Orissa i la primera dona casada de tota l'Índia a superar les proves d'accés a la funció pública el 2003.